# イベリアのアンティム
イベリアのアンティム（聖アンティモス、ルーマニア語: Antim Ivireanul, グルジア語: ანთიმოზ ივერიელი、17世紀半ば - 1716年9月14日）は、ルーマニアの神学者、また芸術家であり、ルーマニア教史における大立者である。
この時代における最も教養ある人物の一人であり、ギリシャ語、ルーマニア語、古代スラブ語をはじめとして数多くの言語を操ることができ、また、神学、文学、自然科学に精通し、さらに芸術家でもあった。とりわけグルジアのカリグラフィーによって知られる。

## 来歴
1650年-1660年頃にイベリア王国（現在のジョージア）で生まれる。洗礼名はアンドリア（Andria）。強盗に襲われて奴隷として売られたのちにドシセオス2世の労によって自由の身となるが、ドシセオスに仕えるためにその地に留まる。1691年頃、ワラキア（現在のルーマニア）の公コンスタンティン・ブルィンコヴェアヌの招きによってワラキア公国に赴き、ブカレストで印刷所の新設を命じられる。
1694年にはスナゴヴ修道院の修道院長、1705年にはルムニク・ヴルチャの主教となった。1708年に大主教に任じられ、1715年にニコラス・マヴロコルダトスによって大主教を解任されるまでワラキアの自由のために精力的に活動を続けた。アンティムの指揮によってワラキアに建設された教会や修道院は20を超える。マヴロコルダトスにより追放されたアンティムは1716年に殺される。アンティムの死後、彼がまだ大主教であった1715年にブカレストに建立された修道院は、アンティムを称えてアンティム修道院と名付けられた。
1992年、ルーマニア正教会はアンティムを列聖し、忌日である9月14日をその記念日に制定した。

## ギャラリー

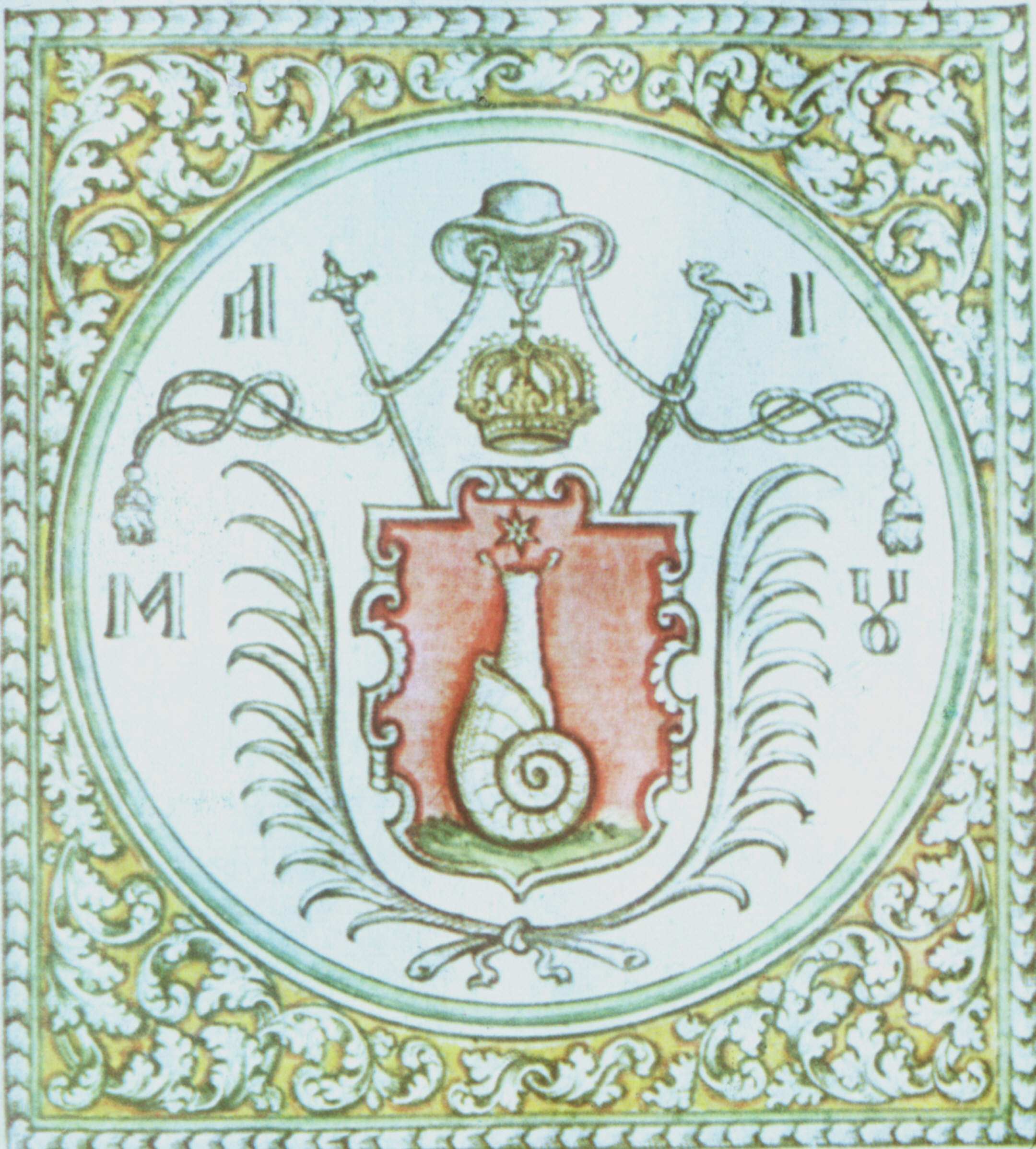
18世紀の写本に描かれたアンティムの紋章
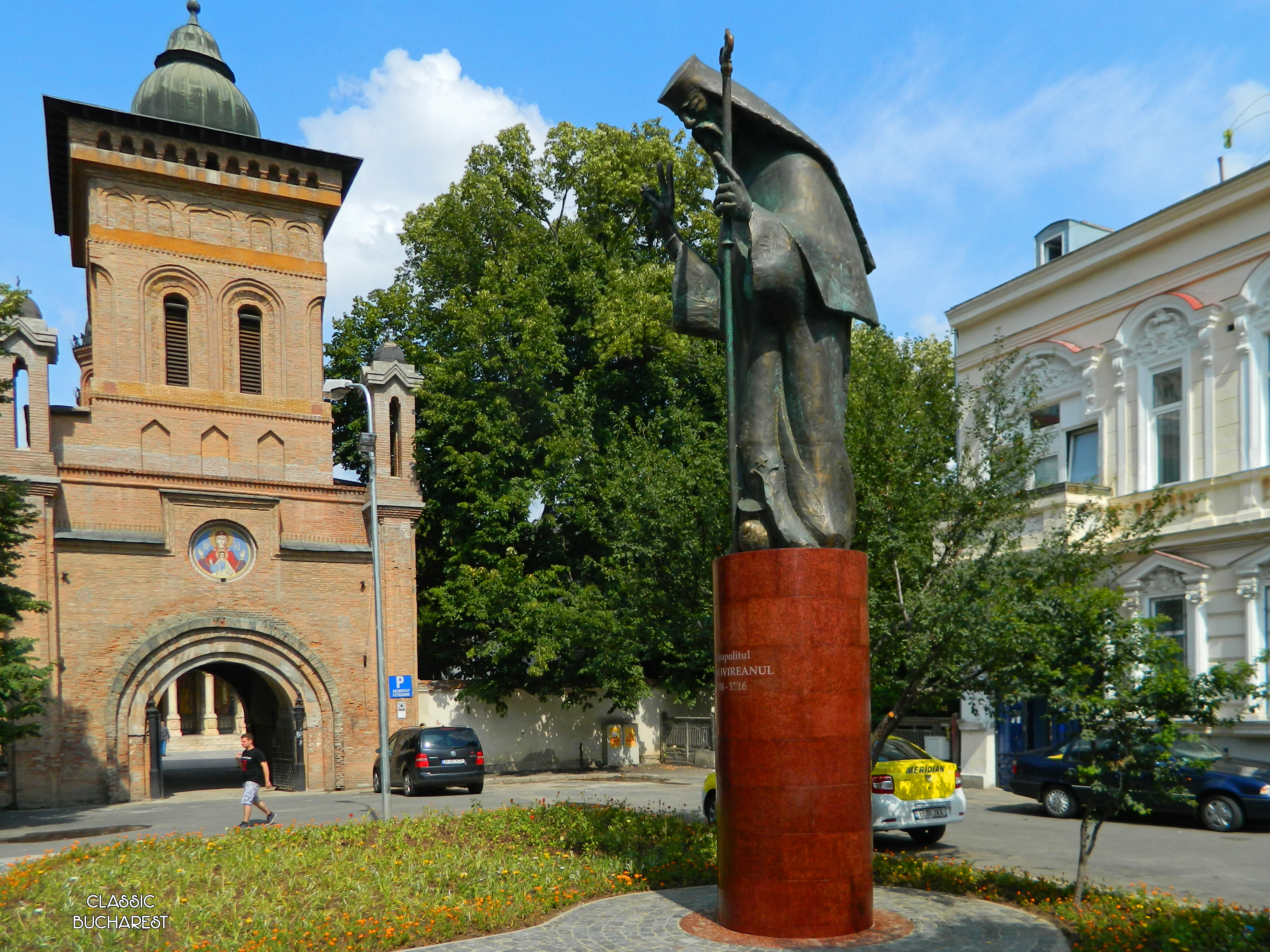
ブカレストにあるアンティムの銅像
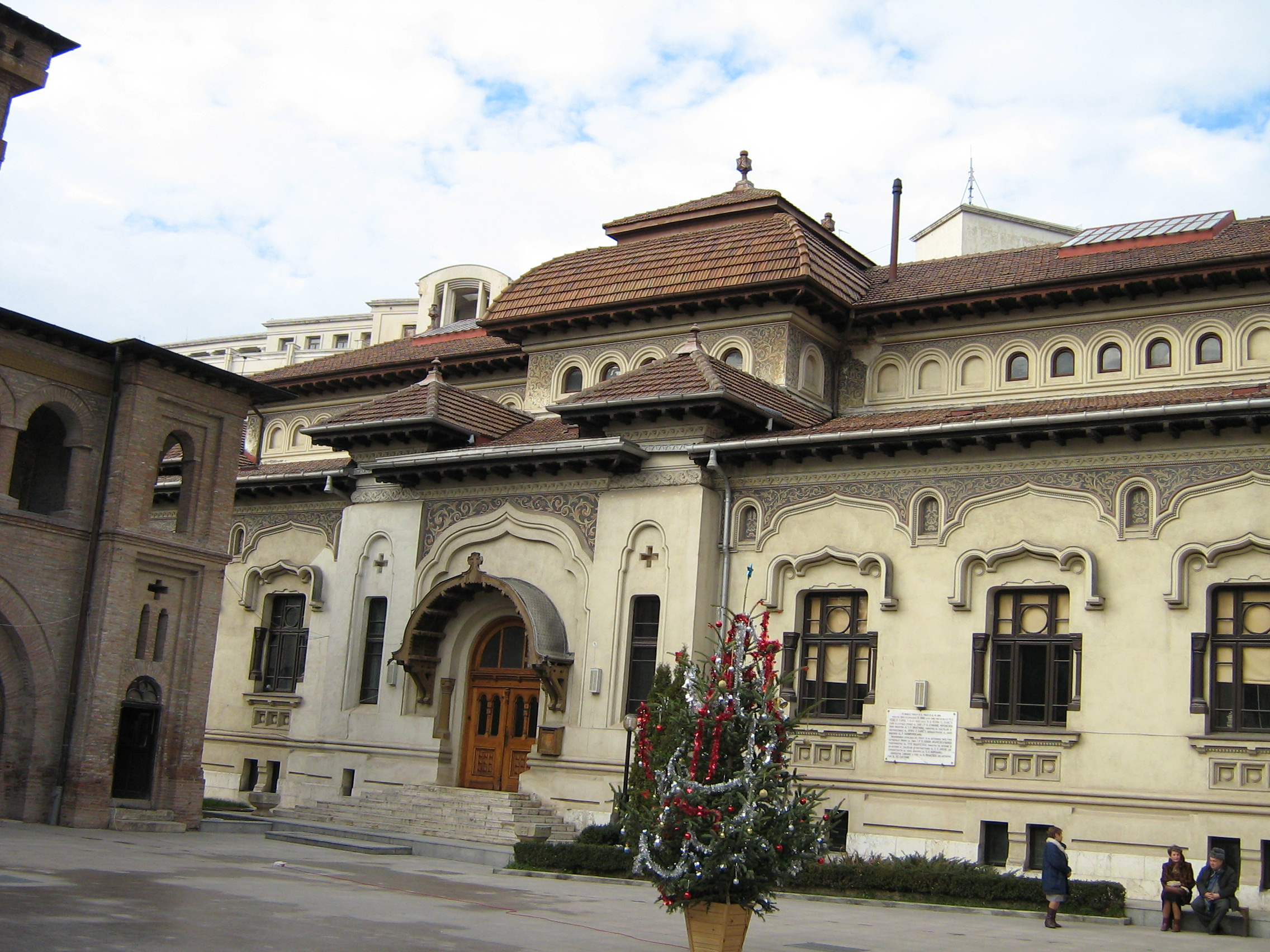
アンティム修道院
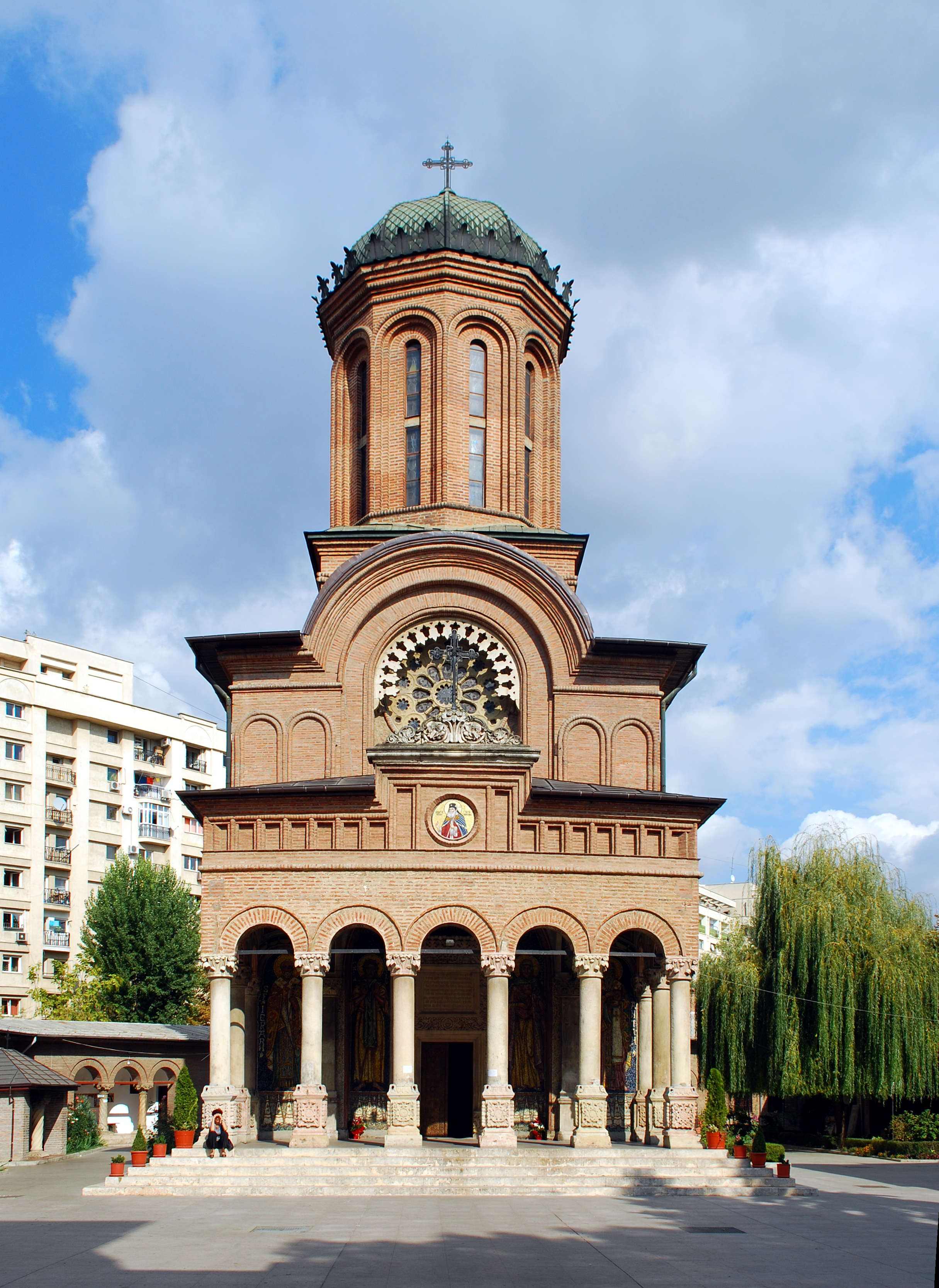
修道院の教会